# Andronic de Macedònia
Andronic (grec antic: Ἀνδρονίκος, llatí: Andronicus) fou un militar macedoni.
Apareix per primera vegada a la guerra contra Antíoc III el Gran com a governador d'Efes l'any 190 aC. Després va ser un dels generals de Perseu de Macedònia l'any 169 aC que el va enviar a cremar les drassanes de Tessalònica, però va demorar el compliment de l'ordre per causes poc clares, atès que Diodor de Sicília diu que ho va fer per agradar als romans i Titus Livi assegura que pensava que el rei se n'havia de penedir. Poc després, Perseu el va fer matar. També en parla Apià.